# 第52屆柏林影展
第52屆柏林影展（德語：52. Internationale Filmfestspiele Berlin）在德國柏林當地時間2002年2月6日到2月16日舉行，印度導演米拉·奈兒擔任評審團主席。 日本導演宮崎駿執導的《神隱少女》與英國導演保羅·葛林葛瑞斯執導的《血色星期天》 共同獲得金熊獎，《神隱少女》成為史上首部獲得該獎項的動畫電影，也是三大影展的首次。

## 評審團
- 米拉·奈兒：導演。（評審團主席）
- 尼科萊塔·布拉斯基（義大利語：Nicoletta Braschi）：演員。
- 彼得·寇伊（英语：Peter Cowie）：電影史學家。
- 麗安娜塔·立蒂維諾娃（俄语：Литвинова, Рената Муратовна）：演員。
- 露柯希亞·馬泰：導演。
- 克勞蒂·歐薩：監製。
- 拉烏爾·佩克（法语：Raoul Peck）：導演。
- 德克蘭·奎因：攝影。
- 奧斯卡·羅勒（德语：Oskar Roehler）：導演。
- 肯尼斯·圖蘭（英语：Kenneth Turan）：影評人。

## 正式競賽
| 片名           | 原文片名             | 導演              | 出品國                             |
| -------------- | -------------------- | ----------------- | ---------------------------------- |
| 《八美圖》     | 8 femmes             | 法蘭索瓦·歐容     | 法國、 義大利                      |
| 《阿們》       | Amen.                | 科斯塔·加夫拉斯   | 法國、 德国、 羅馬尼亞、 美国      |
| 《巴德爾》     | Baader               | 克里斯多福·羅斯   | 德国、 英国                        |
| 《只愛陌生人》 | 나쁜 남자            | 金基德            |                                    |
| 《雲層之下》   | Beneath Clouds       | 伊凡·森           |                                    |
| 《血色星期天》 | Bloody Sunday        | 保羅·葛林葛瑞斯   | 英国、 爱尔兰                      |
| 《燃燒的薔薇》 | Brucio nel vento     | 西維奥·蘇迪尼     | 義大利、 瑞士                      |
| 《布麗姬特》   | Bridget              | 埃摩斯·寇勒       | 法國、 日本                        |
| 《心靈地圖》   | Der Felsen           | 多明尼克·葛拉夫   | 德国                               |
| 《八卦歡樂吧》 | Halbe Treppe         | 安卓·爵森         | 德国                               |
| 《天堂奔馳》   | Heaven               | 湯姆·提克威       | 德国、 義大利、 美国、 法國、 英国 |
| 《長路將盡》   | Iris                 | 理查·艾爾         | 美国、 英国                        |
| 《次等悲劇》   | Små ulykker          | 安妮特·K·歐森     | 丹麦                               |
| 《KT》         | KT                   | 阪本順治          | 日本、                             |
| 《通行證》     | Laissez-passer       | 貝特朗·塔維涅     | 法國、 西班牙、 德国               |
| 《擁抱豔陽天》 | Monster's Ball       | 馬克·福斯特       | 美国、 加拿大                      |
| 《威尼斯早晨》 | Lundi matin          | 奧達·伊奧塞里安尼 | 法國、 義大利                      |
| 《五顆女人心》 | Piedras              | 拉蒙·薩拉札       | 西班牙                             |
| 《天才一族》   | The Royal Tenenbaums | 魏斯·安德森       | 美国                               |
| 《真情快遞》   | The Shipping News    | 萊思·霍斯壯       | 美国、 加拿大                      |
| 《神隱少女》   | 千と千尋の神隠し     | 宮崎駿            | 日本                               |
| 《八月的一天》 | Δεκαπενταύγουστος    | 康斯坦丁·賈納里斯 | 希腊                               |
| 《誘惑》       | Kísértések           | 佐坦·卡蒙地       | 匈牙利                             |

## 得獎名單
以下為本屆正式競賽單元得獎名單：
- 金熊獎：
  - 宮崎駿 - 《神隱少女》
  - 保羅·葛林葛瑞斯 - 《血色星期天（英语：Bloody Sunday (film)）》
- 評審團特別銀熊獎：安卓·爵森 - 《八卦歡樂吧（英语：Grill Point）》
- 最佳導演銀熊獎：奧達·伊奧塞里安尼 - 《威尼斯早晨（法语：Lundi matin）》
- 最佳女演員銀熊獎：荷莉·貝瑞 - 《擁抱豔陽天》
- 最佳男演員銀熊獎：賈柯·甘柏林（英语：Jacques Gamblin） - 《通行證（法语：Laissez-passer）》
- 亞佛雷德鮑爾獎：克里斯多福·羅斯（德语：Christopher Roth (Regisseur)） - 《巴德爾（英语：Baader (film)）》
- 特別藝術成就銀熊獎：全體女演員 - 《八美圖》
- 最佳音樂銀熊獎 ：安端·杜阿梅爾（英语：Antoine Duhamel） - 《通行證（法语：Laissez-passer）》
- 費比西國際影評人獎：奧達·伊奧塞里安尼 - 《威尼斯早晨（法语：Lundi matin）》

## 外部連結
- 柏林影展官方網站 （页面存档备份，存于）